# Епархия Барисала

Епархия Барисала на карте Бангладеш

Епархия Барисала (лат. Dioecesis Barisalensis) — епархия Римско-Католической церкви c центром в городе Барисал, Бангладеш. Епархия Барисала входит в митрополию Читтагонга. Кафедральным собором епархии Барисала является церковь Святого Петра.

## История
29 декабря 2015 года Папа Римский Франциск учредил епархию Барисала, выделив её из епархии Читтагонга.
Первоначально епархия Барисала являлась суффраганной по отношению к архиепархии Дакки, однако 2 февраля 2017 года она стала частью новой церковной провинции Читтагонга.

## Ординарии епархии
- епископ Lawrence Subrata Howlader, C.S.C. (с 29 декабря 2015 года).

## Источник
- Бюллетень Святого Престола (итал.)